# Stosunki polsko-nauruańskie

Położenie Polski i Nauru

Stosunki polsko-nauruańskie – relacje międzynarodowe łączące Polskę i Nauru. Polska zawarła stosunki dyplomatyczne z Nauru 24 listopada 2014. Nie zostały zawarte żadne międzypaństwowe umowy dwustronne między Nauru a Polską.

## Polityka
Polskę dwukrotnie odwiedził prezydent Nauru Baron Waqa: pierwszy raz w listopadzie 2013 roku na szczycie COP-19 w Warszawie (występując w imieniu Nauru oraz AOSIS),  gdzie podczas przemówienia odniósł się m.in. do dziedzictwa Lecha Wałęsy, a także odwiedził Państwowe Muzeum Auschwitz-Birkenau w Oświęcimiu. Druga jego wizyta w Polsce odbyła się w 2018 roku, kiedy wystąpił na szczycie COP-24 w Katowicach.
Do nawiązania stosunków dyplomatycznych Polski z Nauru doszło 24 listopada 2014 w Nowym Jorku między reprezentującymi rządy państw Stałymi Przedstawicielami przy NZ – z ramienia Nauru ambasador Marlene Moses, z ramienia Polski ambasador Bogusław Winid.
16 września 2021 akredytowany został pierwszy ambasador Polski na Nauru Michał Kołodziejski (ambasador Polski w Australii od 2017, na stanowisko ambasadora na Nauru mianowany w 2019) po złożeniu listów uwierzytelniających na ręce prezydenta Nauru Lionela Aingimea. Odwołany został w 2022, a następny ambasador Polski w Australii Maciej Chmieliński również mianowany został ambasadorem Polski na Nauru. W sierpniu 2025 roku brak jest ambasadora Polski w Australii, a przez to również na Nauru.

## Handel międzynarodowy
Stosunki handlowe Polski i Nauru są marginalne. Łączne obroty z handlu polsko-nauruańskiego nigdy nie przekroczyły miliona dolarów amerykańskich rocznie. Głównym przedmiotem handlu na przestrzeni lat są urządzenia elektryczne (w 2023 stanowiły 90% importu z Nauru), jednak charakter przedmiotów handlu z Nauru jest zmienny ze względu na wysoką nieregularność handlu oraz niski wolumen. W 2023 import z Polski stanowił 0,01% importu na Nauru.
| Rok     | Obroty  | Import z Nauru | Eksport na Nauru | Saldo    |
| ------- | ------- | -------------- | ---------------- | -------- |
| 2022    | 239 145 | 238 742        | 403              | -238 339 |
| 2023    | 20 410  | 19 310         | 1 100            | -18 210  |
| 2024    | 147 623 | 146 523        | 1 100            | -145 243 |
| Źródło: |         |                |                  |          |

## Polacy na Nauru
Polka Mirosława Clodumar, zarejestrowana w Boe, była żoną zmarłego byłego prezydenta Nauru oraz wielokrotnego ministra rządu nauruańskiego Kinzy Clodumara, pierwszą damą Nauru od 12 lutego 1997 do 18 czerwca 1998.